# Flamman & Abraxas
Pour les articles homonymes, voir Abraxas et Jeff Porter (homonymie).
Flamman & Abraxas est un groupe néerlando-américain de techno hardcore et gabber. Composé de Jeroen Flamman et Jeff « Abraxas » Porter, le duo connaît d'abord le succès à la fin des années 1980 grâce à des titres créés sous le nom de Fierce Ruling Diva.
Au début des années 1990, Flamman & Abraxas devient également un important producteur d'artistes comme Party Animals, Mini Animals, 2 Uninterested (alias Tekno Mafia), puis au milieu des années 2000 avec le fondateur de la scène jumpstyle Patrick Jumpen. Ils sont à la tête du label Lower East Side Records.

## Histoire

### Débuts
À la fin des années 1980, le duo commence sa carrière musicale en mixant dans des clubs comme Club Divine, et en produisant de la musique house à tendance chill-out,. 
Sous le nom de Fierce Ruling Diva, le duo sort de nombreux morceaux au début des années 1990, la plupart d'entre eux atteignant les tops néerlandais, qu'il s'agisse de Wipped Kream, Floorfiller (Rubb It In), Atomic Slide (Rise Up & Work NYC) ou You Gotta Believe, ce dernier atteignant la quatrième place du classement Billboard. Le groupe voyage alors partout dans le monde, du Mexique jusqu'en Russie. Le label fondé dès leurs débuts par les deux membres du groupe, Lower East Side Records, distribue de nombreux succès houses aux Pays-Bas, tandis que leurs propres productions sont distribuées à l'étranger par le label britannique React Music Limited.

### Engouement pour le gabber
Alors que se développe l'engouement aux Pays-Bas pour la nouvelle tendance hardcore house, le duo change de registre et rencontre un grand succès en 1995, en produisant le groupe Technohead et son single intitulé I Wanna Be a Hippy ; le single atteint notamment la première place des tops néerlandais et allemands. 
Ce succès leur ouvre les portes de l'Allemagne, où ils obtiennent de nombreux cachets. Ils poursuivent en parallèle leur carrière de disc jockey, participant à des événements axés hardcore, hardstyle et gabber comme Thunderdome, Hellraiser et Mysteryland. Au travers de Lower East Side Records, leur label discographique, ils apportent leur soutien à la création du groupe de gabber allemand Party Animals, au succès inégalé. Avec ces derniers, Flamman & Abraxas atteignent à trois reprises la première place du top néerlandais en 1996, plus quelques autres succès atteignant les top 10 européens. De même, le premier album de Party Animals, Good Vibrations, atteint le haut du classement album aux Pays-Bas, et est certifié disque d'or. En 1996 et 1997, ils sortent également plusieurs simples, en leur nom propre ou en partenariat avec MC Remsy et MC Lynx. En 1999, Flamman & Abraxas composent avec l'auteur Jan Rot E-mail to Berlin, titre interprété par le groupe Double Date lors de leur participation au tour préliminaire néerlandais du concours Eurovision. Malheureusement, le groupe, tout juste formé, ne s'était pas encore suffisamment entraîné, et a terminé bon dernier du Nationaal Songfestival.

### Depuis les années 2000
C'est ensuite un peu la traversée du désert pour les producteurs. En 2000, on[Qui ?] assiste au retour manqué de Party Animals, qui se sépare à nouveau deux ans plus tard après quelques simples n'ayant pas remporté de vrai succès[réf. nécessaire]. En 2007, Flamman & Abraxas retrouvent le succès en produisant Patrick Jumpen. Avec Holiday, les producteurs reviennent dans le top 5 néerlandais, tout comme avec le deuxième simple The Secret extrait de l'album One Man Army. 
En 2010, You Gotta Believe, le succès de Fierce Ruling Diva, est remixé aux sonorités jumpstyle et atteint la première place du top 40 néerlandais[réf. nécessaire]. En 2017, ils participent au festival Walhalla Zomerfeesten.

## Discographie

### Albums studio
- 1990 : Rubb It In (sous le nom de Fierce Ruling Diva)
- 1993 : A Great Man Once Said… (sous le nom de Fierce Ruling Diva)
- 1994 : Revolt of the Perverse (quatre étoiles par AllMusic[11]) (sous le nom de Fierce Ruling Diva)

### Singles
- 1991 : Floorfiller (Rubb It In) (sous le nom de Fierce Ruling Diva)
- 1992 : Atomic Slide (Rise Up & Work NYC) (sous le nom de Fierce Ruling Diva)
- 1992 : You Gotta Believe, (4e position[5]) (sous le nom de Fierce Ruling Diva)
- 1996 : Good to Go (entrée en novembre 1996, 4e place, 11 semaines[12] ; extrait de la bande originale du film Naar de klote!)
- 1996 : I'll be your Only Friend (entrée en avril 1997, 4e position du Nederlandse Single Top 40, 9 semaines[13])
- 1997 : I Need Love (entrée en août 1997, 12e position, 13 semaines[14])
- 2010 : You Gotta Believe - remixes (1re position[5]) (sous le nom de Fierce Ruling Diva)

### Classements
| Artiste            | Titre                               | Année | Classement                             | Meilleure place | Semaines |
| ------------------ | ----------------------------------- | ----- | -------------------------------------- | --------------- | -------- |
| Fierce Ruling Diva | Rubb It In                          | 1991  | États-Unis (Hot 100)                   | 7               | 11       |
| Fierce Ruling Diva | You Gotta Believe (Atomic Slide)    | 1992  | États-Unis (Hot 100)                   | 4               | 13       |
| Flamman & Abraxas  | Good to Go                          | 1996  | Pays-Bas (Nederlandse Top 40)          | 4               | 15       |
| Flamman & Abraxas  | I Need Love                         | 1997  | Pays-Bas (Nederlandse Top 40)          | 12              | 13       |
| Flamman & Abraxas  | Rubb It In                          | 1998  | Pays-Bas (Nederlandse Top 40)          | 49              | 6        |
| Fierce Ruling Diva | You Gotta Believe (Superchumbo mix) | 2010  | États-Unis (Hot 100)                   | 32              | 2        |
| Flamman & Abraxas  | Good to Go 2005                     | 2005  | Belgique (Flandre Ultratop 50 Singles) | 14              | 3        |
| Flamman & Abraxas  | Good to Go 2005                     | 2005  | Pays-Bas (Nederlandse Top 40)          | 30              | 7        |
| Fierce Ruling Diva | You Gotta Believe (Remixes)         | 2010  | États-Unis (Hot 100)                   | 1               | 13       |